# The Rolling Stones American Tour 1969
Dwudziesta czwarta w historii trasa koncertowa grupy The Rolling Stones. Była to pierwsza trasa koncertowa z Mickiem Taylorem, który zastąpił wyrzuconego z zespołu i tragicznie zmarłego Briana Jonesa. Trasa ta uchodzi za jedną z najlepszych w historii rocka.

## Historia
Była to pierwsza trasa w USA od 1966 roku, a wszystko to z powodu przerwy spowodowanej opłatami za skandale narkotyczne i innymi komplikacjami. Zespół zamiast koncertowania w małych i średnich miejscach pełnych wrzeszczących dziewczyn, grał w dużych miejscach, gdzie publiczność była o wiele bardziej dojrzała do słuchania muzyki, a bilety wyprzedane na pniu. Używano o wiele bardziej zaawansowanego systemu wzmacniaczy, a oświetlenie nadzorował Chip Monck (znany z pracy przy Festiwalu w Woodstock).
Trasa rozpoczęła się w Kolorado i generalnie muzycy podróżowali z zachodu na wschód. Formalne otwarcie trasy w Kia Forum przyciągnęło uwagę krajowych mediów.
Innym znanym koncertem był występ 9 listopada w Oakland, gdzie powstał jeden z pierwszych bootlegów w historii pod tytułem Live'r Than You'll Ever Be. Początkowo finałowym koncertem miał być występ w West Palm Beach, ale w trakcie trasy zespół ogłosił, że da darmowy koncert na torze Altamont Raceway Park.
Menedżer trasy Sam Cutler przedstawiał zespół jako "najlepszy zespół w historii rock and rolla". Twierdzenia tego użył po raz pierwszy podczas koncertu Hyde Parku.
Trasa wygenerowała ponad milion dolarów przychodu z biletów, a ceny wahały się od 4,5 do 8 dolarów.
Podczas koncertów w Madison Square Garden zrealizowano album koncertowy Get Yer Ya-Ya's Out!.

## Repertuar koncertów
Wszystkie piosenki skomponowane przez Micka Jaggera i Keitha Richardsa, chyba że zaznaczono inaczej.
1. "Jumpin' Jack Flash"
2. "Carol" (Chuck Berry)
3. "Sympathy for the Devil"
4. "Stray Cat Blues"
5. "Love in Vain" (Robert Johnson)
6. "Prodigal Son" (Robert Wilkins)
7. "You Gotta Move" (Fred McDowell/Rev. Gary Davis)
8. "Under My Thumb"
9. "I'm Free"
10. "Midnight Rambler"
11. "Live with Me"
12. "Little Queenie" (Berry)
13. "(I Can’t Get No) Satisfaction"
14. "Honky Tonk Women"
15. "Street Fighting Man"

## The Rolling Stones
- Mick Jagger — wokal prowadzący, harmonijka
- Keith Richards — gitara, wokal wspierający
- Mick Taylor — gitara prowadząca
- Bill Wyman — gitara basowa
- Charlie Watts — perkusja, instrumenty perkusyjne
- Ian Stewart — fortepian (w utworach "Carol" i "Little Queenie)

## Lista koncertów
| Data                         | Miasto            | Miejsce                            |
| ---------------------------- | ----------------- | ---------------------------------- |
| 7 listopada 1969             | Fort Collins      | Moby Arena                         |
| 8 listopada 1969 2 koncerty  | Los Angeles       | Los Angeles Forum                  |
| 9 listopada 1969 2 koncerty  | Oakland           | Alameda County Coliseum            |
| 10 listopada 1969            | San Diego         | San Diego Sports Arena             |
| 11 listopada 1969            | Phoenix           | Arizona Veterans Memorial Coliseum |
| 13 listopada 1969            | Dallas            | Moody Coliseum                     |
| 14 listopada 1969            | Auburn            | University Coliseum                |
| 15 listopada 1969 2 koncerty | Champaign         | Assembly Hall                      |
| 16 listopada 1969 2 koncerty | Chicago           | International Amphitheatre         |
| 24 listopada 1969            | Detroit           | Olympia Stadium                    |
| 25 listopada 1969            | Filadelfia        | The Spectrum                       |
| 26 listopada 1969            | Baltimore         | Civic Center                       |
| 27 listopada 1969            | Nowy Jork         | Madison Square Garden              |
| 28 listopada 1969 2 koncerty | Nowy Jork         | Madison Square Garden              |
| 29 listopada 1969 2 koncerty | Boston            | Boston Garden                      |
| 30 listopada 1969            | West Palm Beach   | Palm Beach International Raceway   |
| 6 grudnia 1969               | Tracy / Livermore | Altamont Raceway Park              |